# Carlet ros
Els carlets rossos són carlets de barret de tons bru clars a molt clars i làmines blanques o cremoses. A diferència dels carlets d'ovella no presenten mai anell ni calça

## Espècies de carlets rossos
Les espècies de carlets rossos més corrents són:
- Cuphophyllus pratensis, carlet ros de prat
- Hygrophorus arbustivus, carlet bru
- Hygrophorus arbustivus var. quercetorum, carlet bru d’alzinar
- Hygrophorus leucophaeus, carlet blanc i bru
- Hygrophorus leucophaeo-ilicis, carlet blanc i bru d’alzinar
- Hygrophorus nemoreus, carlet roig
- Hygrophorus poetarum, carlet dels poetes
- Hygrophorus pseudodiscoideus var. cistophilus, carlet ros d’estepa
- Hygrophorus pudorinus), carlet ros d’avet